# Аже (Оаза)
Аже (фр. Ageux) насеље је и општина у североисточној Француској у региону Пикардија, у департману Оаза која припада префектури Клермон.
По подацима из 2011. године у општини је живело 1.118 становника, а густина насељености је износила 223,6 становника/km². Општина се простире на површини од 5 km². Налази се на средњој надморској висини од 32 метара (максималној 42 m, а минималној 29 m).

## Демографија
| 1962. | 1968. | 1975. | 1982. | 1990. | 1999. | 2011. |
| ----- | ----- | ----- | ----- | ----- | ----- | ----- |
| 673   | 729   | 769   | 857   | 1.008 | 1.158 | 1.118 |

График промене броја становника у току последњих година